# Meligethes denticulatus
Meligethes denticulatus är en skalbaggsart som först beskrevs av Oswald Heer 1841.  Meligethes denticulatus ingår i släktet Meligethes, och familjen glansbaggar. Arten är reproducerande i Sverige.